# Ronde Island
Ronde Island je soukromý ostrov v Malých Antilách v Karibském moři, který je součástí státu Grenada. Nachází se na jihu ostrovního řetězce Grenadiny, přibližně 8 km od ostrova Grenada a 43 km od Tabago Cays. Má rozlohu 8,1 km2 a je obklopen mnoha dalšími ostrovy jako např. Diamond Island, Caille Island a Les Tantes.